# Portul Brăila

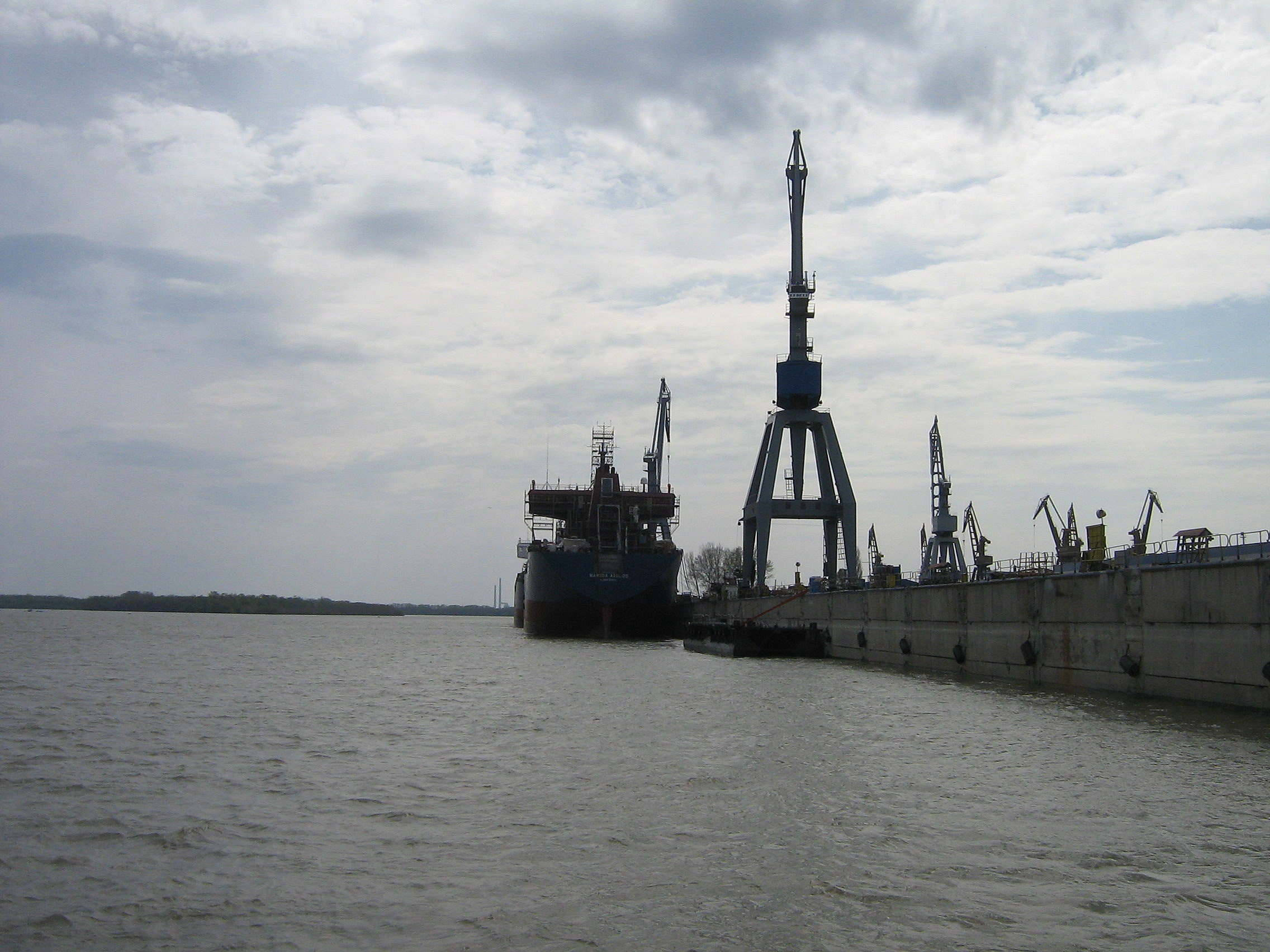
Portul Brăila

Portul Brăila este unul dintre cele mai mari porturi fluviale românești. Situat în orașul Brăila pe Dunăre, de la kilometrul 165 la km. 175 – mal stâng și km. 4 pe Brațul Măcin, portul este o sursă importantă de venituri pentru oraș, deoarece multe companii internaționale mari își desfășoară activitatea aici.
Portul Brăila are cheiuri operaționale verticale în lungime de 550 m. și pereate în lungime de 2500 m.
Industria construcțiilor navale este o activitate cheie a portului și compania norvegiană STX Europe (fostul Aker Yards) este cea mai importantă întreprindere din port.